# Ribes multiflorum
Ribes multiflorum är en ripsväxtart som beskrevs av Pál Kitaibel, Roemer och Schultes. Ribes multiflorum ingår i släktet ripsar, och familjen ripsväxter. Inga underarter finns listade i Catalogue of Life.